# 재커빈
《재커빈》(Jacobin)은 미국 뉴욕시를 기반으로 한 사회주의 잡지이다. 분기별로 출판되며 2023년 75,000부의 유료 판매부수와 매달 300만 명의 온라인 방문자 통계를 보고했다. 2010년 9월 온라인으로 창간되어 그해 종이로도 출간되었다. 2020년부터 진보주의 인터내셔널의 제휴 회원이 되었다.